# بوتوو
بوتوو (به آلمانی: Bütow) یک شهر در آلمان است که در Mecklenburgische Seenplatte District واقع شده‌است. بوتوو ۴۹۹ نفر جمعیت دارد.

## نگارخانه

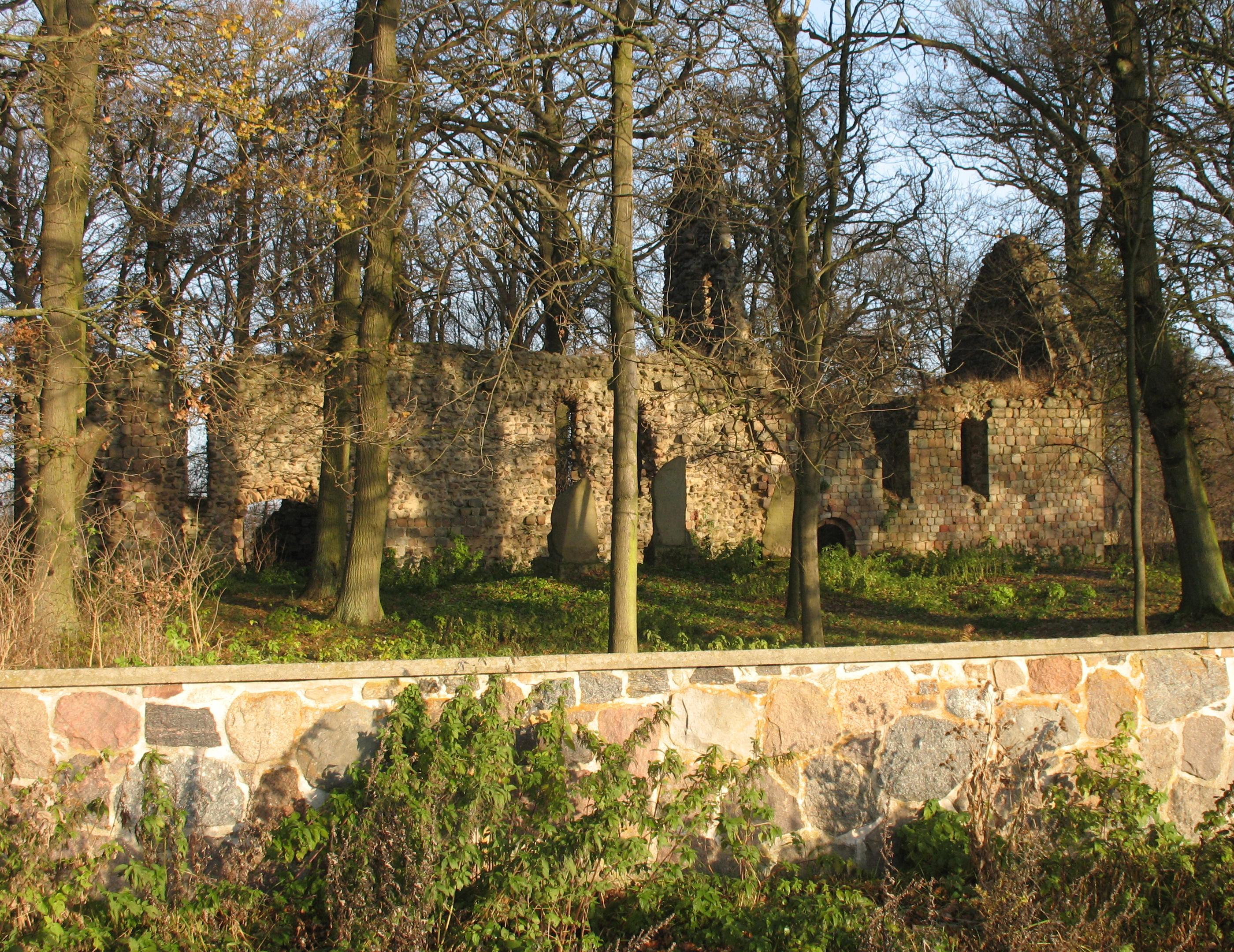
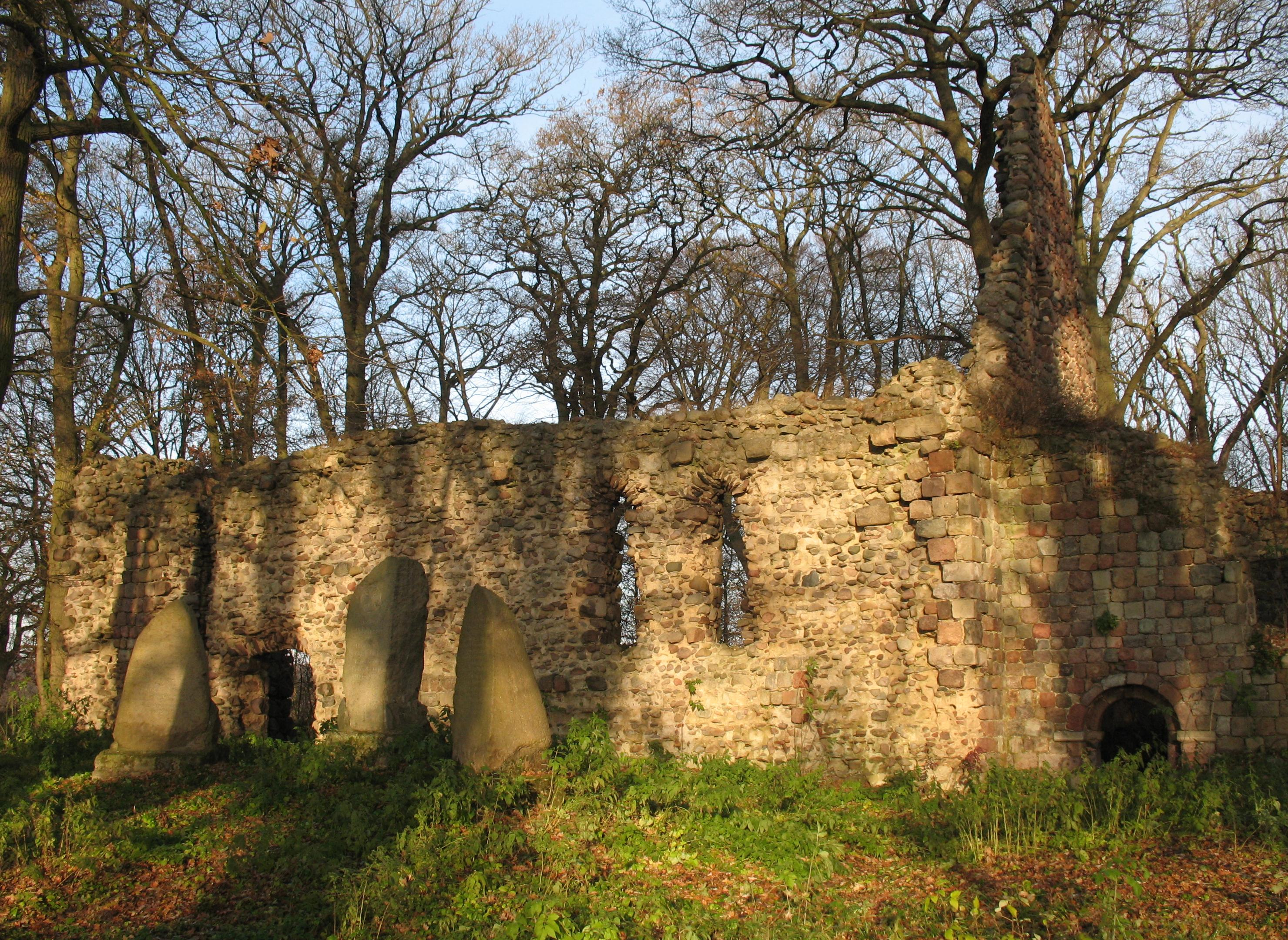
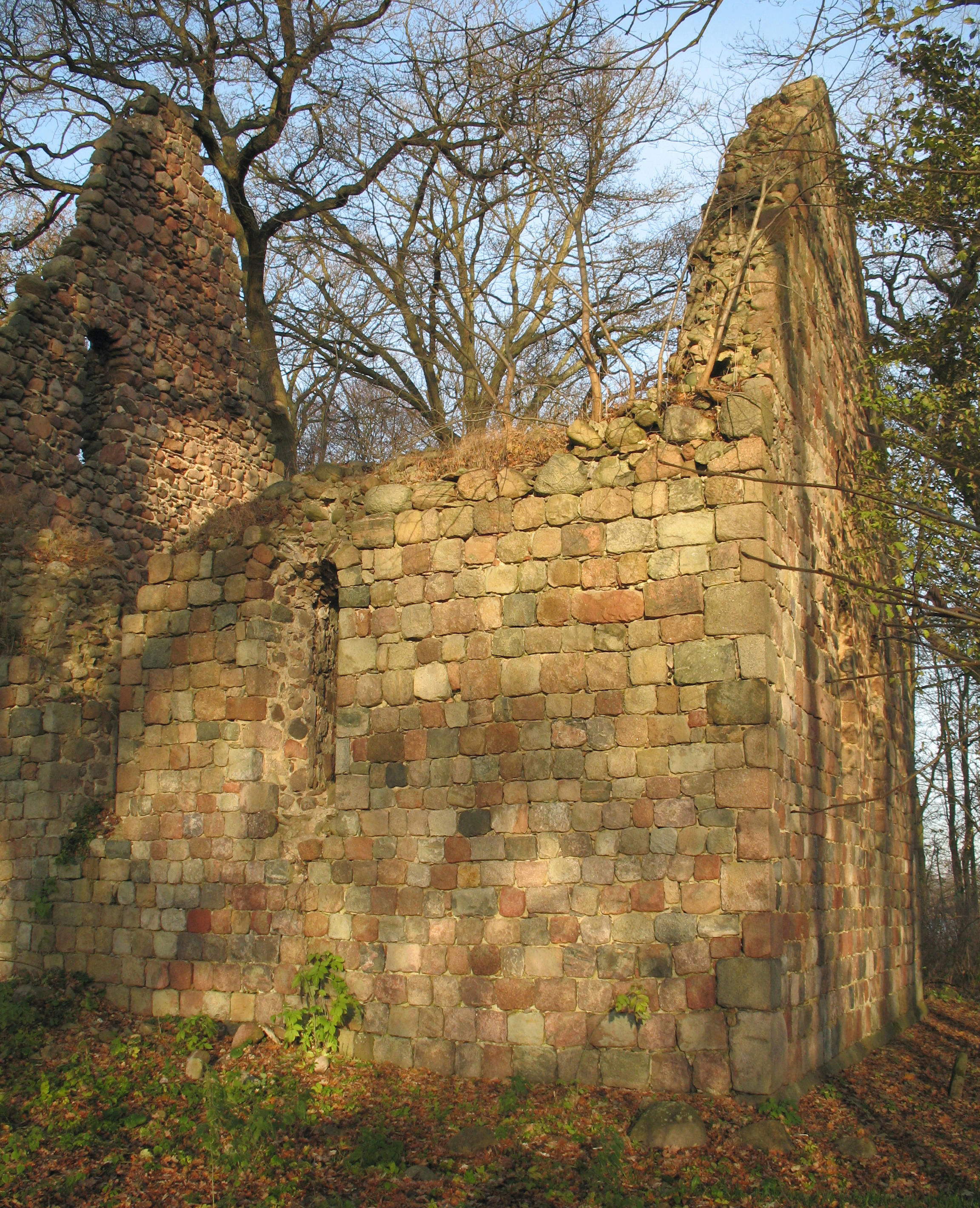
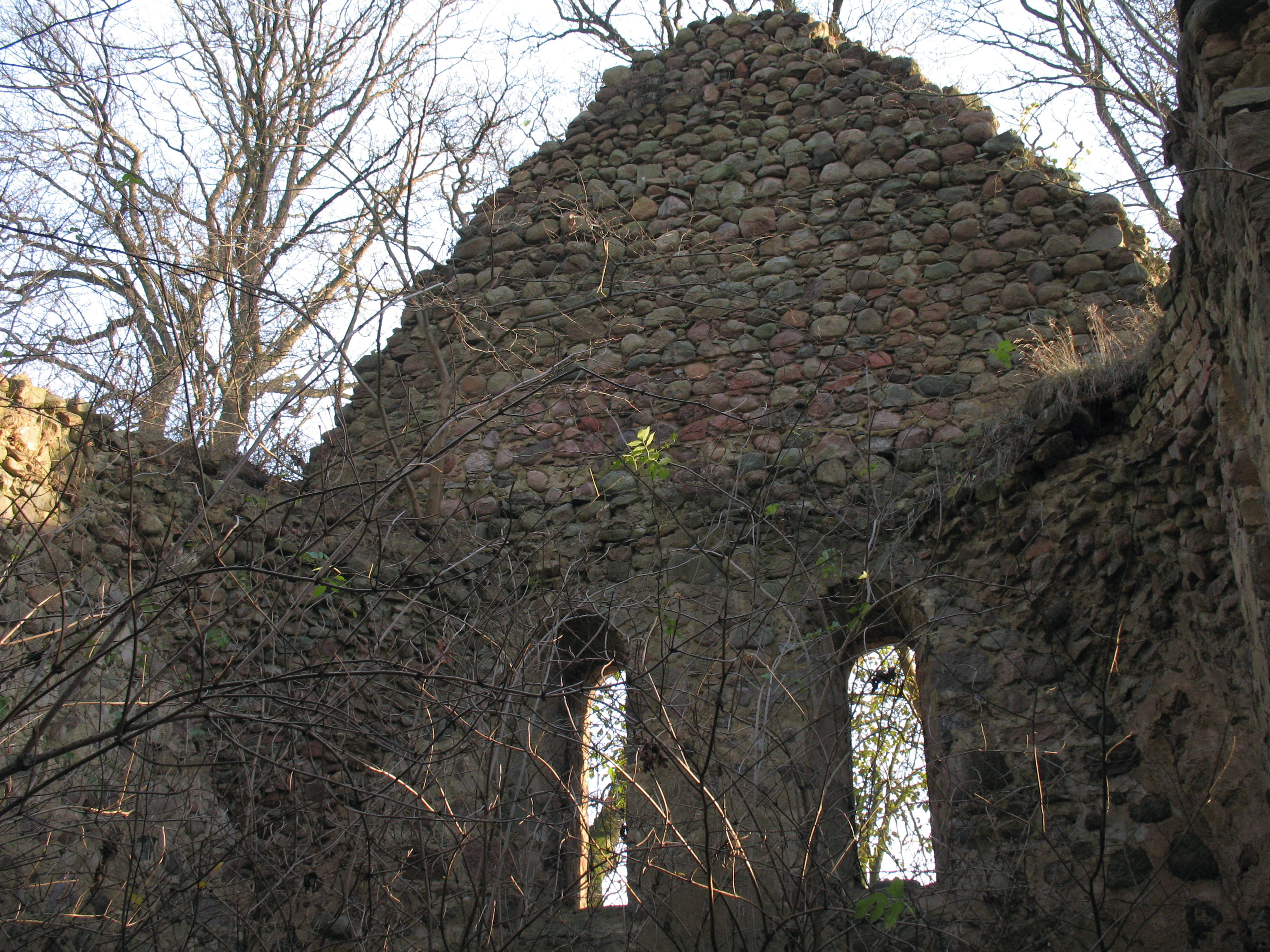
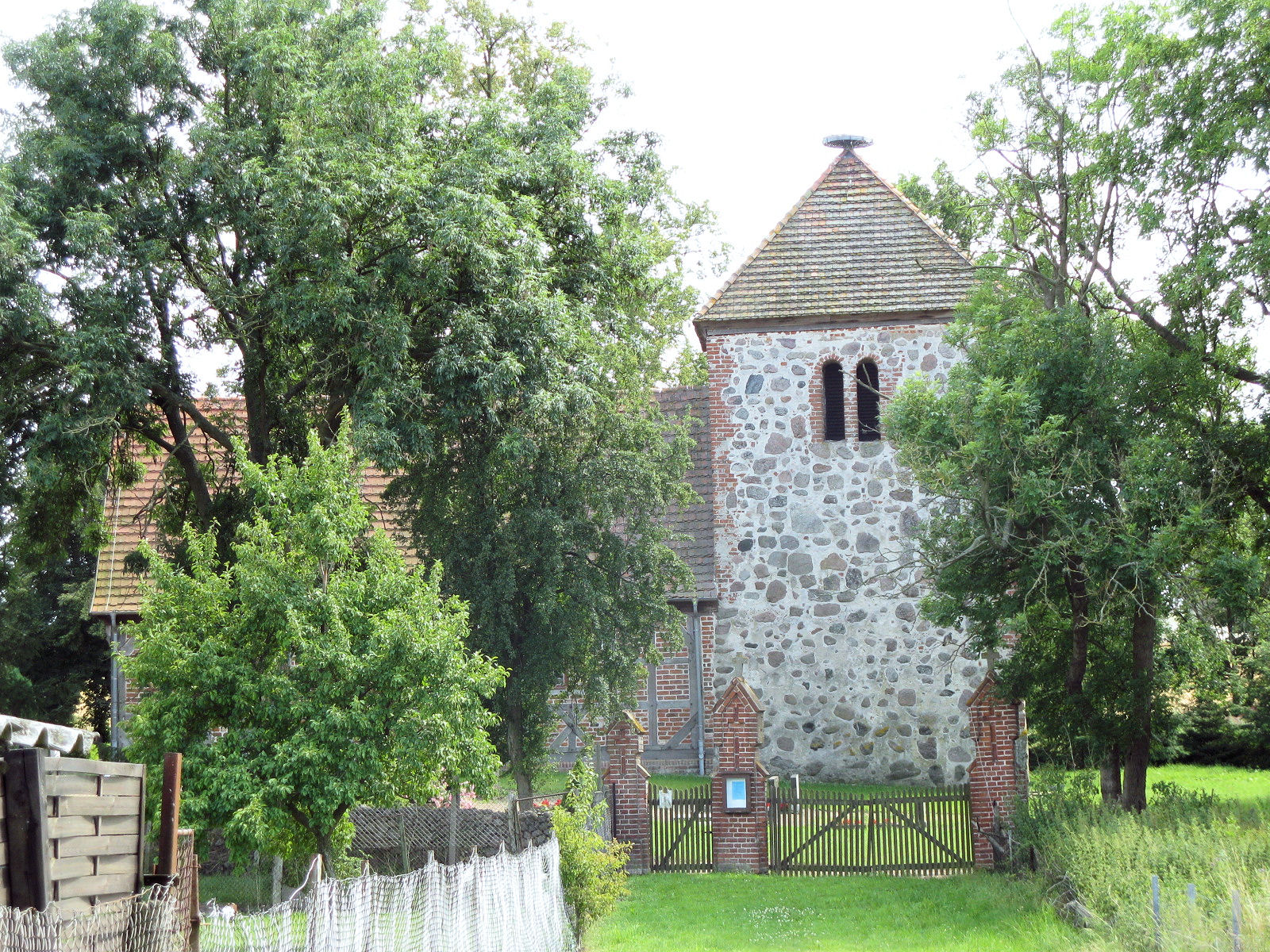